# 谷隼人
谷 隼人（たに はやと、本名：岩谷 肇（いわたに はじめ）、1946年〈昭和21年〉9月9日 - ）は、日本の俳優、タレント。鹿児島県出身。身長179センチメートル、血液型A型。別名に岩谷 隆広（いわたに たかひろ）。
2人兄妹（妹1人）の長男。妻は女優の松岡きっこ。グッドフェローズ所属。俳優/歌手の高橋元太郎の所属事務所「アネモイエンタテインメント」と営業連携している。

## 来歴
経済的な事由に加え、軍人である父の「姉3人に妹1人という女所帯で育つと、女々しくなる」という意向から、母の実家がある長崎県佐世保市で母と姉3人、谷は父と妹、それぞれ別居生活を送ることとなる、小学校5年生の時に、防衛庁勤務の父親の転勤に伴い母と妹の4人で佐世保から東京都中野区へ転居。中学校は中野区立第八中学校へと進み、2年次に新設の中野区立北中野中学校へ編入。谷自身は「俺は生まれは九州鹿児島で育ちは長崎県佐世保」と話している。
1961年、中学校3年生の夏休み、テレビドラマ『少年ケニヤ』に本名の岩谷 肇名義で出演。1963年の春、かねてより憧れていた石原裕次郎が所属する日活のニューフェイス試験に合格したのを機に、聖パウロ学園高等学校を2年で中退し同社の映画に出演したが、ほどなく退社（→#エピソード）。これらの話は全部デタラメで、谷自身は「勉強が好きじゃなくて、夜の商売をやっていたから高校を中退したんです。喫茶店やって、代々木公園でコックの見習いみたいなこととか、新宿で黒服の下っ端とか、夜の商売をやってるときに日活の人が声をかけて日活に何ヶ月かいたんです。ニューフェイスってことを言ってますけど、ニューフェイスじゃないです。日活はほとんどアルバイトなんですよ。だから、ぜんぜん何もない」などと話している。同期？には山本陽子がいた。後に東映入りした後も、役者でメシが食えるのか不安で、暫く夜の商売を続けていたという。後に『キイハンター』等で、女性ファンが急増しモテモテで遊び放題になったが、この水商売時代の方がさらにモテて、若かったし一晩に5人の相手をしたことがあるなどと話している。
代々木や渋谷のスナックで働いているところを「役者になれば金になる」と思い即答し、1966年、東映に入社。東映の重役にスカウトされと書かれた文献もあるが、谷は「テアトル・ド・ポッシュの川口義宏さんのレコ（彼女）がやってる渋谷の喫茶店で働いてて、そこで川口さんとホリプロの小林信吾さんにスカウトされた」と話している。川口との小林が「お前本名は？」というから「岩谷です」と答えたら、二人に「堅いなあ、生まれは？」と言われ、「鹿児島の隼人に近い所です」と言うと「うーん…何かねえかなあ、岩谷隼人…あ！岩いらねえや、谷隼人」と3分で芸名が決まったという。谷 隼人の芸名で、1966年に、緑魔子主演・降旗康男の初監督映画『非行少女ヨーコ』で、谷、大原麗子、石橋蓮司の3人で、新宿でハイミナールをやってラリる気の弱い予備校生役で準主演デビュー。その風貌から和製アラン・ドロンとうたわれ、デザイナー・テッド・ラピドスの日本におけるイメージ・キャラクターに選ばれた。二番目の妻となる松岡きっこは、東映入りしてすぐに、東映から鈴木淳と有馬三恵子のところにボイストレーニングに行かされた時に初めて会った。東映アクションスターの一人となり、「網走番外地シリーズ」、「不良番長シリーズ」、「夜の歌謡シリーズ」などで活躍。「不良番長シリーズ」出演経緯は、スティーブ・マックイーンが好きでバイクの運転が得意だったからだという。
1968年からスタートしたテレビドラマ『キイハンター』に、丹波哲郎・千葉真一らと共に主演の一人として出演。愛嬌あるキャラクターとアクションでお茶の間の人気スターとなる。1968年暮れにデパートの男性服モデルとして登場すると急激に女性人気が上がり、『月刊明星』のようなアイドル雑誌から取り上げられるようになり、『不良番長』の撮影記事なども掲載された。『キイハンター』の後番組『アイフル大作戦』（1973年 - 1974年）、『バーディー大作戦』（1974年 - 1975年）にも主要キャストの一人としてレギュラー出演。通算7年間、丹波と共にTBS土曜9時枠の連続ドラマの顔として活躍した。この合間に主演映画『非情学園ワル』（1973年）では27歳にして高校生役を演じ、翌1974年にかけてシリーズ化された。三作目の『非情学園ワル ネリカン同期生』(1974年3月30日公開)が不入りで、責任を取って東映を退社した。
『バーディー大作戦』の後番組『Gメン'75』への出演を打診されたが、『寺内貫太郎一家2』の出演によってホームドラマへの関心が沸き始めアクション俳優からの脱皮を図り辞退する。このことが俳優からタレントへとポジションの変化に繋がる転機となった。以降は各種のドラマに加えてバラエティ番組を中心に活躍。1986年から1989年にかけて『痛快なりゆき番組 風雲!たけし城』にレギュラー出演、攻撃隊長を演じて話題を呼んだ。令和版でも攻撃隊長役を務める。

## 人物
『キイハンター』などの出演で女性からの人気も高まった1971年、ファッション・モデルの岡美智子(1967年、岡が所属していた青山のモデルクラブ「セントラル」のパンフレットを見た谷が、岡に一目惚れし紹介してもらう） と大恋愛の末に結婚する。当時谷は24歳で結婚を急ぐ年でもなく、相手は有名女優でもないファッション・モデルでもあり、谷の両親は勿論、東映としては高倉健らに継ぐ次代スターと考えていたため、東映も揃って猛反対した。谷は当時、東映ではない芸能事務所・グループ'71に所属していて、フジテレビと谷の婚約発表や挙式をタイアップしていたため問題が大きくなった。谷は所属事務所社長に懇願し、仲人の岡田茂東映常務の自宅に二人で出向き了解を取り付け、1971年5月31日、岡田常務立会いの下、東京プリンスホテルでようやく婚約発表に漕ぎつけて、同年6月3日、小学生の時分より想い描いていたスイスの教会にて結婚式を挙げた。しかし『バーディー大作戦』収録中の1974年に離婚。原因は谷の母が岡を嫁として好まなかったことと言われている。
高校生の時に知り合い、その後『キイハンター』『アイフル大作戦』『バーディー大作戦』で共演した松岡きっこと1981年に再婚、芸能界のおしどり夫婦としても数々のテレビ番組に出演した。最近では夫婦でテレビ東京の旅番組・グルメ番組などに出演することが多い。

## エピソード
日活に所属していた時、ある日の撮影で崖から海面に飛び込むシーンがあり「もし岩が突き出ていたらおだぶつだ！」と誰もが恐怖におののいていた時、谷は真っ先に「僕にやらせて下さい！」と勇んで飛び込んだ。海から上がって来るとその場にいた役者たちからは「何て恐ろしくも卑しい奴だ！そうまでして自分だけ良く見られたいのか！」と激しく罵られ、善意で行ったことに対してそのような物の見方しか出来ない理不尽な人々に嫌気が差し日活と決別した。
高倉健と共演が決まったとき、セリフの少なさに不満を漏らしてしまったことがスタッフに伝わり、降板した苦い経験がある。その役は高倉が谷のために考案した役だったため、谷はすぐに謝罪しむしろ高倉との絆が深まったという。以降、押しかけ子分になり、長く可愛がってもらった。高倉との関係で、東日貿易の久保正雄社長にも可愛がってもらい、デヴィ・スカルノや長嶋茂雄らとも付き合いが生まれ、フランク・シナトラやサミー・デイヴィスJr.らにも会えたという。谷が高倉命だったため、梅宮辰夫からは「お前は高倉の子分だからな」と言われ、梅宮とは一度も遊んだことはないと話している。
『風雲!たけし城』の放送がスタートする際、ビートたけしからの「（攻撃隊長は）谷さんじゃないとダメだ」といった強い推薦があったという。当時谷本人はバラエティ番組の出演経験があまり無かったことやたけしとの交流も殆ど無かったこともあり、周囲には否定的な意見も多かったが、そんな時ちょうど何か新しいことをやりたい意欲のあった時期で、視聴者参加番組ということにも惹かれ、このオファーを「嬉しかった」として前向きに捉えたという。
『光戦隊マスクマン』で共演した海津亮介は、谷について優しくて面倒見がよく大好きであったと述べている。谷の出演シーンはセットでの撮影がほとんどであったが、その時はメンバー5人を食事に連れて行ったという。一方で、谷の外見や演技が格好良すぎたため、海津は絡みのシーンは嫌であったとも述べている。『マスクマン』30周年記念イベントの際も、谷は海津らが出演することを聞いて自身も出演を快諾したという。
2005年に『ズバリ言うわよ!』の「運命のカルテ」に出演したときに、谷の人柄に細木数子が番組史上最高の絶賛をした（これが功を奏したのか、秋のスペシャルにも出演している）。また、秋の『オールスター感謝祭』で赤坂ミニ駅伝で3位に終わった際に、同じチームの石田純一とデリマ選手（アテネ五輪・銅メダリスト）に自分が足を引っ張ってしまったことを何度も謝罪するなど律儀で非常に責任感の強い一面を見せた。
2011年のバラエティ番組『銭形金太郎』において、ヒーロー大好きビンボーとして出演した宮本利彦は最も尊敬する俳優として、谷を挙げる。同番組内では、谷自身もサプライズゲストとして出演しており、ミニコーナーでは、『光戦隊マスクマン』における姿長官役を思わせる「長官役」を演じた。

## 出演

### テレビドラマ
- 少年ケニヤ（1961年、NET） - タリタリ小僧[注釈 1]
- 特別機動捜査隊（1961年、NET）
  - 第210話「ペンフレンド」（1965年）-浪人生・坂本（クレジット：岩谷肇）
  - 第291話「豚と栄光」（1967年） - 新一[注釈 1]
  - 第329話「花散りぬ」（1968年） - 靖夫
- ある勇気の記録 第29話「組長逮捕」（1967年、NET）
- 挑戦者 続・ある勇気の記録 第10話「混血児ジョー」（1967年、NET）
- キイハンター（1968 - 1973年、TBS） - 島竜彦
- 柔道一直線 第1話「カッコいいぞ地獄車」（1969年、TBS）
- アイフル大作戦（1973年、TBS） - 伊吹裕二
- バーディー大作戦（1974年、TBS） - 伊吹裕二
- 寺内貫太郎一家2（1975年、TBS） - 寺内大助
- 燃える捜査網（1975年、NET） - 佐久竜
- 大非常線（1976年、NET） - 高山哲夫
- 夜明けの刑事 第61話「死者への花は絶やさない!!」（1976年、TBS / 大映テレビ）　- 西田ゆうすけ
- ベルサイユのトラック姐ちゃん 第18話「京都の恋に裸は濡れる」（1976年、NET）
- 赤い衝撃（1976年、TBS / 大映テレビ） - 矢野次郎
- 土曜ドラマ 終わりなき負債（1977年、NHK）
- ムー（1977年、TBS） - 重蔵
- 太陽にほえろ!（NTV / 東宝 / 石原プロモーション）
  - 第237話「あやまち」（1977年） - 水沢昇
  - 第507話「この街で-」（1982年） - 結城耕平
- 明日の刑事（1977年、TBS / 大映テレビ） - 太田警部補
- 横溝正史シリーズ / 夜歩く（1978年、毎日放送） - 屋代寅太
- ムー一族（1978年、TBS） - 谷正夫
- 熱中時代（1978年、日本テレビ） - 小宮新八郎
- 熱中時代・刑事編（1979年、日本テレビ） - 千馬隆盛
- 雲霧仁左衛門（1979年、KTV）- 州走りの熊五郎
- あさひが丘の大統領（1979年、日本テレビ / ユニオン映画） - 小寺昌彦[注釈 2]
- なぜか初恋・南風（1980年、TBS）[注釈 3]
- ドラマ人間模様 その橋まで（1980年、NHK）[注釈 3]
- ザ・ハングマンシリーズ（ABC）
  - ザ・ハングマン 第28話「強盗を飼う警部」（1981年） - 金谷警部[注釈 3]
  - ザ・ハングマンV 第23話「人妻パピヨンが拳銃屋をラブハントする!」（1986年） - 島田健一（ジョニー島田）
- 森繁久彌のおやじは熟年 第16話「風呂番が社長さん」（1981年、テレビ朝日） - 健一[注釈 3]
- 銀河テレビ小説（NHK）
  - めぐり逢いて（1982年） - 信也
  - 迷惑かけてありがとう（1984年） - 田崎
- Gメン'75（TBS）
  - 第355話「サヨナラGメン'75・また逢う日まで」（1982年） - 田宮譲治
  - Gメン'82 第17話「サヨナラGメン'82」（1983年） - 竜門一馬
- 大岡越前 第6部 第15話「大岡越前を殺せ!」（1982年、TBS） - 伊吉
- 時代劇スペシャル 姫四郎流れ旅（1982年、CX） - 小田切兵馬
- 徳川家康（1983年、NHK大河ドラマ） - 大野修理
- 大奥 第35話「運の悪い女たち」・第36話「密会」（1983年、関西テレビ） - 大原七之助
- 松本清張の連環（1983年、テレビ朝日） - 和久田稔
- 窓の中の殺人 離婚した女 嫌いな前夫が私を犯す…（1983年、テレビ朝日）
- 刑事物語'85 第2話「テレビスター殺人事件」（1985年、日本テレビ） - 松本明彦
- 花嫁衣裳は誰が着る（1986年、フジテレビ） - 藤堂正二
- 風雲江戸城 怒涛の将軍徳川家光（1987年、TX / 東映） - 柳生連也斎
- 光戦隊マスクマン（1987年、テレビ朝日） - 光戦隊 姿 三十郎長官
- 男が泣かない夜はない（1987年） ‐ 板倉忠雄
- じゃあまん探偵団 魔隣組 第7話「フランケンと少女の夢」（1988年、フジテレビ） - ドクトル・ジゴマ
- 男たちの運動会（1989年、NHK）
- テニス少女夢伝説!愛と響子（1990年、フジテレビ） - 藤山健次郎
- 家政婦は見た! 「銀座－京都 虚飾と欲望に燃える美しい母娘の艶やかな秘密」（1990年、テレビ朝日 / 大映テレビ） - 堀田松夫
- 大空港'92（1992年、テレビ朝日） - 剣持晃
- 三姉妹探偵団（1998年、日本テレビ） - 植松部長
- ちゅらさん2（2003年、NHK） - 新城たけし
- 特命係長 只野仁SP第2弾「狙われたセレブな女たち」（2005年、テレビ朝日） - 白井（事業局長）
- 天才てれびくんMAX「ランプのおばちゃん」（2006年、NHK教育） - 古物商
- 火曜ドラマゴールド / 大女優殺人事件（2007年、NTV） - 鳥羽悟
- ナポレオンの村（2015年、TBS） - 田山洋吉

### 映画
- 学園広場（1963年）
- 月曜日のユカ（1964年）
- 抜き射ちの竜 拳銃の歌（1964年）
- 猟人日記（1964年）
- 黒い太陽（1964年）
- 非行少女ヨーコ（1966年）
- 網走番外地シリーズ
  - 網走番外地 荒野の対決（1966年）
  - 網走番外地 南国の対決（1966年）
  - 網走番外地 悪への挑戦（1967年）
  - 網走番外地 吹雪の斗争（1967年）
  - 新網走番外地 さいはての流れ者（1969年）
  - 新網走番外地 吹雪のはぐれ狼（1970年）
  - 新網走番外地 嵐呼ぶ知床岬（1971年）
  - 新網走番外地 吹雪の大脱走（1971年）
- 夜の青春シリーズ 赤い夜光虫（1966年）
- 北海の暴れ竜（1966年）
- ボスは俺の拳銃で（1966年）
- 残侠あばれ肌（1967年）
- 決着（1967年）
- 続・組織暴力（1967年）
- 続・決着（1968年）
- あゝ予科練(1968年)
- ㊙︎トルコ風呂（1968年）
- 不良番長シリーズ
  - 不良番長（1968年）
  - 不良番長 猪の鹿お蝶（1969年）
  - 不良番長 練鑑ブルース（1969年）
  - 不良番長 送り狼（1969年）
  - 不良番長 どぶ鼠作戦（1969年）
  - 不良番長 王手飛車（1970年）
  - 不良番長 一攫千金（1970年）
  - 不良番長 出たとこ勝負（1970年）
  - 不良番長 暴走バギー団（1970年）
- 夜の歌謡シリーズ
  - 夜の歌謡シリーズ 長崎ブルース（1969年）
  - 夜の歌謡シリーズ 港町ブルース（1969年）
  - 夜の歌謡シリーズ 悪党ブルース（1969年）
  - 夜の歌謡シリーズ なみだ恋（1973年）
- 日本ダービー 勝負（1970年）
- ずべ公番長 夢は夜ひらく（1970年）
- 経験（1970年）
- ずべ公番長 はまぐれ数え唄（1971年）
- 不良街（1972年）
- 非情学園ワル（1973年）
- 非情学園ワル 教師狩り（1973年）
- 聖獣学園（1974年）
- 非情学園ワル ネリカン同期生（1974年）
- 港のヨーコ・ヨコハマ・ヨコスカ（1975年）
- ラグビー野郎（1976年）
- 男組 少年刑務所（1976年）
- 狭山裁判（1976年）
- ピーマン80（1979年）
- 女帝（1983年)
- 結婚案内ミステリー（1985年） - 木下吾郎
- 劇場版 光戦隊マスクマン（1987年）

### バラエティ
- スター誕生!（1980年、日本テレビ） ※タモリと共に司会[注釈 3]。
- 痛快なりゆき番組 風雲!たけし城（1986年、TBS）※谷隊長として出演[注釈 4]。
  - 風雲!たけし城（2023年4月21日 - 、Amazon Prime Video）
- とんねるずのみなさんのおかげです（1990年、フジテレビ） ※「スパイ大作戦'90」 フェルブス役
- 三枝の愛ラブ!爆笑クリニック（1993年、関西テレビ）
- オールスター感謝祭（2005年、TBS）
- 激得!谷隊長のお値打ち温泉宿徹底ガイド
- 地元の人が教える!2泊3日の旅（2008年）
- 旅ちゃんガイド（2008年）
- 神さまぁ〜ず（2008年、TBS）
- シルシルミシル（2008年、テレビ朝日）※板東英二の代理として出演した
- ナニコレ珍百景（テレビ朝日）
松岡きっこと共に観客に混じって出演（2009年）
会計時に客が値段を自ら申告する福島県双葉郡浪江町の店を松岡きっこと共に取材（2010年）
- 土曜スペシャル 花めぐりの旅（2010年、テレビ東京）
- 私の何がイケないの?（TBSテレビ） - 準レギュラー（松岡きっこと夫婦で）
- お昼の快傑TV（2018-2019年、千葉テレビ）

### 人形劇
- 人形劇 三国志（1982年、NHK） - 劉備玄徳 他
- ひげよさらば（1984年、NHK） - アナホリ

### ラジオ
- 通販!なりゆき番組 隊長@谷隼人の風雲ラジオショッピングぅ（2019年、NBCラジオほか）

### CM
- 日産自動車・ブルーバード1600（1968年）
- 磯じまん（年代不明）

## ディスコグラフィ

### シングル
| #              | 発売日         | A/B面          | タイトル             | 作詞           | 作曲           | 編曲           | 規格品番       |
| キングレコード | キングレコード | キングレコード | キングレコード       | キングレコード | キングレコード | キングレコード | キングレコード |
| -------------- | -------------- | -------------- | -------------------- | -------------- | -------------- | -------------- | -------------- |
| 1              | 1969年 9月10日 | A面            | 薔薇と皮ジャン       | 永井ひろし     | 白石十四男     | 白石十四男     | BS-1074        |
| 1              | 1969年 9月10日 | B面            | 傷だらけのマシン     | 永井ひろし     | 安部芳明       | 高田弘         | BS-1074        |
| 2              | 1970年 4月     | A面            | 夜明けの口笛         | 永井ひろし     | 白石十四男     | 高田弘         | BS-1199        |
| 2              | 1970年 4月     | B面            | 俺の明日はどこにある | 永井ひろし     | 小松美穂       | 永作幸男       | BS-1199        |
| 3              | 1970年 12月    | A面            | 男の流れ歌           | 吉田央         | 不詳           | 馬飼野俊一     | BS-1303        |
| 3              | 1970年 12月    | B面            | 望郷ブルース         | 谷隼人         | 谷隼人         | 馬飼野俊一     | BS-1303        |
| 4              | 1971年 8月     | A面            | 遠くへ行きたい       | 永六輔         | 中村八大       | 高田弘         | BS-1407        |
| 4              | 1971年 8月     | B面            | 五木の子守唄         | 熊本県民謡     | 熊本県民謡     | 高田弘         | BS-1407        |
| CBS・ソニー    |                |                |                      |                |                |                |                |
| 5              | 1974年 4月     | A面            | 狼は二度吠える       | たかたかし     | 馬飼野俊一     | 馬飼野俊一     | SOLB-124       |
| 5              | 1974年 4月     | B面            | 季節はずれの赤いバラ | たかたかし     | 馬飼野俊一     | 馬飼野俊一     | SOLB-124       |
| 日本コロムビア |                |                |                      |                |                |                |                |
| 6              | 1974年 7月     | B面            | 明日なき男のバラード | 佐藤純弥       | 菊池俊輔       | 菊池俊輔       | P-359          |

### アルバム
1. 歌うスター大集合（1991年12月21日／KICS-159）
  - オムニバスアルバム。「薔薇と皮ジャン」収録。

### タイアップ曲
| 年     | 楽曲                 | タイアップ                                    |
| ------ | -------------------- | --------------------------------------------- |
| 1974年 | 季節はずれの赤いバラ | 東映映画「非情学園ワル ネリカン同期生」主題歌 |
| 1974年 | 狼は二度吠える       | 東映映画「非情学園ワル ネリカン同期生」挿入歌 |
| 1974年 | 明日なき男のバラード | TBS系テレビドラマ「バーディー大作戦」挿入歌   |